# Schnittführung (Baumpflege)
Schnittführung nennt in der Baumpflege man die Ausführung des Schnitts beim Entfernen eines Astes. Die Schnittführung ist so zu wählen, dass der Baum die Schnittstelle optimal abschotten und durch die Bildung von Kallus die Verletzung so schnell wie möglich wieder verschließen kann. Das Entstehen von Versorgungsschatten sollte möglichst vermieden werden. 

## Schnittführungen der Astanbindung entsprechend

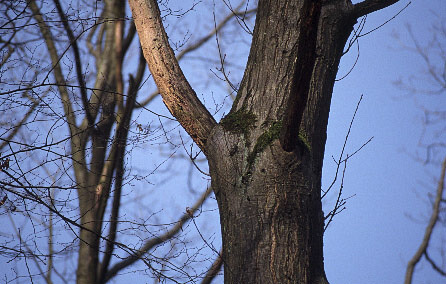
Abschiedskragen bei absterbendem Ast

- Abschneiden von toten Ästen: Schnitt vor dem Wulst oder Abschiedskragen. Das lebende Holz darf nicht verletzt werden;

- Schnitt lebender Äste mit eingewachsener Rinde: Schnitt des Astes so nah wie möglich am Stamm, aber außerhalb des Rindengrats. Der Stamm darf nicht verletzt werden;

- Schnitt lebender Äste mit Astring: Schnitt außerhalb des Astringes, der Astring darf nicht verletzt werden;

- Schnitt lebender Äste ohne Astring, aber mit Astkragen bzw. Astrindenleiste: Schnitt außerhalb des Astkragens, zwischen Astquerschnitt und Stammverlauf;

- Doppelstamm (Zwiesel): Stammvergabelungen sollen so früh wie möglich entfernt werden, der Schnitt erfolgt außerhalb des Astkragens. Äste oder Stämmlinge über 10 cm Durchmesser sollten möglichst nicht mehr entfernt werden. Die Schnittführung sollte sich nach dem zu beobachtenden Winkel bei der Astreinigung orientieren.

## Die wichtigsten Punkte im Überblick
- In der Regel keine stammparallelen Schnitte
- Vermeidung großer Wunden
- Ist ein Astring vorhanden, muss außerhalb des Astrings geschnitten werden
- Das Stammgewebe oberhalb des Astansatzes darf nicht verletzt werden
- Astring darf nicht abgeschnitten werden.
- Vermeidung von Versorgungsschatten
- kein Stummelschnitt
- Äste zunächst mit Unter- und Oberschnitt grob einkürzen, um das unkontrollierte Ausbrechen der Äste zu vermeiden (Entlastungsschnitt)

## Starkastschnitt
Starkastschnitte, also Rückschnitt oder Entfernung von Ästen mit einem Durchmesser über 10 cm sollten nur durchgeführt werden, wenn dies aus Gründen der Verkehrssicherheit unbedingt erforderlich ist. Die entstehende große Wunde ist durch die Infizierung mit Pathogenen gefährdet. Große Faulhöhlen können entstehen. 
Insbesondere Starkastschnitte am Hauptstamm führen oft zur Ausbildung von Versorgungsschatten unterhalb der Schnittverletzungen. Aufgrund der Entlastung kann es in Wundnähe zu Längsrissen kommen. Die Lebenserwartung des Baumes wird stark herabgesetzt, die Bruchfestigkeit reduziert. 
Starkastschnitte werden oft in Unkenntnis der gravierenden Folgen durchgeführt. Oft werden Bäume ohne Grund zu weit aufgeastet. Im Zuge eines verspäteten Lichtraumprofilschnittes werden Starkäste oft direkt am Stamm entfernt. Auf verminderte Blattmasse reagieren Bäume oft mit verstärkten Neuaustrieben, die innerhalb weniger Jahre ausgelichtet werden müssen. Aufgrund der möglichen Folgeschäden empfehlen die ZTV-Baumpflege, Starkäste beim Lichtraumprofilschnitt nur zu reduzieren.

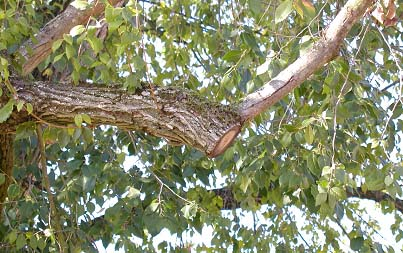
Ableiten auf Versorgungsast

Bei Einkürzungen soll auf Zugast geschnitten werden. Der Durchmesser des Zugastes sollte möglichst ein Drittel des einzukürzenden Astes an der Schnittstelle betragen.
Die Schnittstärke gibt den Durchmesser des zu schneidenden Astes an. Äste über 5 cm (bzw. 10 cm) Durchmesser sollten nur mit Begründung entfernt werden, also wenn es aus Sicherheitsgründen oder anderen Gründen nicht zu vermeiden ist. Grundsätzlich sollten alle Eingriffe so gering wie möglich ausfallen und die Wunden so klein wie möglich gehalten werden. 
Feinst- und Feinäste (unter 3 cm Durchmesser) dürfen nicht mit der Motorsäge abgeschnitten werden. Schnitte sind geradlinig durchzuführen. Das Holzgewebe muss mit scharfem Werkzeug nachgeschnitten werden. Glatte Schnitte (die auch mit scharfen Astblattsägen möglich sind) fördern die Überwallung.